# Happy Hairston
Harold Hairston, detto Happy (Winston-Salem, 31 maggio 1942 – Los Angeles, 1º maggio 2001), è stato un cestista statunitense, professionista nella NBA.

## Carriera
Dopo aver frequentato la New York University, approdò nella National Basketball Association al draft del 1964, scelto dai Cincinnati Royals con la 33ª chiamata. L'esordio fu poco felice, ma già a partire dalla stagione 1965-66 aumenta notevolmente minutaggio e, di conseguenza, statistiche. Hairston, in particolare, grazie anche ad un atletismo invidiabile è ricordato per essere stato un eccellente rimbalzista ed un realizzatore più che discreto. Nella sua carriera, furono infatti 9 le stagioni giocate con una doppia doppia di media (almeno 10 punti e 10 rimbalzi) a partita, inclusa una striscia di 7 consecutive. I suoi massimi stagionali comprendono picchi di 18,6 punti a partita (1971) e 13,5 rimbalzi a partita (1974).
Dopo una serie di stagioni senza troppa fortuna a Cincinnati, nel mezzo della stagione 1967-68 Hairston si trasferì ai Detroit Pistons, con i quali rimarrà solo fino al dicembre del 1969. Nel 1970, infatti, Hairston venne scambiato con i Los Angeles Lakers, potenza dominante della Western Conference di allora, andando a formare con Wilt Chamberlain una temibilissima coppia di lunghi. A testimonianza della sua abilità, Happy Hairston è stato l'unico giocatore ad aver mantenuto per un'intera stagione la doppia cifra nei rimbalzi giocando nella stessa squadra di Chamberlain. Nel 1972 vinse con i Lakers il titolo NBA. Si è ritirato nell'estate 1975.
In 776 partite NBA giocate, ha avuto un media di 14,8 punti, 10,3 rimbalzi con il 47,8% al tiro.
È morto nel 2001 a Los Angeles all'età di 58 anni, per un cancro alla prostata.

## Palmarès
- Campionato NBA: 1

Los Angeles Lakers: 1972